# Rudolf Hause
Rudolf Hause (* 11. März 1877 in Strasburg an der Drewenz, Provinz Westpreußen; † 1961) war ein deutscher Maler.

## Leben

### Kindheit
Hause wurde als Sohn des Amtsgerichtsrats Hermann Hause und seiner Frau Eduardine Mathilde Nany Klara, einer geborenen Knackstedt, in Westpreußen geboren, verbrachte seine Jugend aber in Genthin im heutigen Sachsen-Anhalt.

### Ausbildung
Hause besuchte das Gymnasium in Clausthal im Harz und fand nach seinem Schulabschluss im Herbst 1898 Aufnahme an der Mal- und Zeichenschule von Ernest Blanc-Garin (1843–1916) in Brüssel. Im Alter von 22 Jahren wechselte er an die Münchner Zeichenschule der Akademie der bildenden Künste in München zu Moritz Weinhold.
Drei Jahre lebte Hause in München, wo er auch seinen Wehrdienst absolvierte, bis er am 1. Januar 1902 nach Karlsruhe zog, um sein Kunststudium an der Staatlichen Akademie der Bildenden Künste bei Ludwig Schmid-Reutte (1862–1909) fortzusetzen.

### Malerische Laufbahn
Nach dem Abschluss seiner Hochschulausbildung 1903 kehrte Hause nach München zurück und versuchte, sich als selbstständiger Künstler durchzusetzen. Um Kontakte zu knüpfen, trat er 1919 der Münchner Sezession bei, deren Schriftführer er in späteren Jahren, von 1946 bis 1954, war. 1921 wurde er Mitglied der „Freien Vereinigung Chiemgauer Künstler“, die sich „Welle“ nannte und die für ihre Mitglieder Ausstellungen auf der Herren- und Fraueninsel plante. Weil die Herreninsel gleichwohl als Ausstellungsort nicht zur Verfügung stand, plante die Gruppe die Errichtung eines Ausstellungspavillons in Stock bei Prien am Chiemseeufer. Der Holzpavillon wurde am 24. Juni 1922 eröffnet, und Hause stellt dort bis 1922 mehrfach aus.
Während seiner Zeit in München konnte Hause eine Reihe von Bildern an den Bayerischen Staat und an die Stadt München verkaufen. Im Zuge einer Sammelausstellung in der von dem Münchner Kunsthändler Arthur Jordan betriebenen Galerie Jordan, an der Hause sich 1930 beteiligte, wurden einige seiner Werke in Münchner Zeitungen besprochen, unter anderem 1931 in der Zeitschrift „Zeitwende“ von Professor Nasse. In den Jahren 1924 bis 1934 wurden Reproduktionen einiger seiner Bilder in den „Westermanns Monatsheften“ und der Zeitschrift „Jugend“ veröffentlicht. Hause war auch Teilnehmer der Großen Deutschen Kunstausstellung im „Haus der Kunst“ in München.
Obwohl bereits seit 1903 in München wohnhaft, fand Hause erst 1914 einen dauerhaften Wohnsitz in der Isabellastraße in einer Dachgeschosswohnung mit vielen Fenstern, die er auch als Atelier nutzen konnte.

## Werke
Mit dem Eintritt in die Münchner Sezession begann Hause, zahlreiche Werke zu malen, die unter anderem im Glaspalast ausgestellt wurden (1917–1929 und 1931). Ab 1922 fertigte er auch Arbeiten für die Ausstellungen der Künstlervereinigung „Die Welle“. In dem eigens errichteten Pavillon der Gruppe zeigte er seine Werke in den Jahren 1922, 1923, 1924, 1926 und 1929.
Hause fertigte hauptsächlich Ölbilder in impressionistischer als auch realistischer Stilrichtung. Seine Motive waren Gruppenporträts und Landschaften, die Werke fertigte er teilweise in der freien Natur an.

## Ausstellung
In der 2005 als Erweiterung des Museums im ehemaligen Augustiner-Chorherrenstift Herrenchiemsee fertiggestellten Gemäldegalerie Chiemseemalerei sind Werke von ihm und Karl Millner, Julius Exter oder Paul Roloff zu sehen, also jenen Künstlern, die häufig am Chiemsee malten.